# Typosyllis anoculata
Typosyllis anoculata är en ringmaskart som beskrevs av Hartmann-Schröder 1962. Typosyllis anoculata ingår i släktet Typosyllis och familjen Syllidae. Inga underarter finns listade i Catalogue of Life.